# AT91CAP
Az AT91CAP márkanév (az AT91CAP Customizable Atmel Microcontrollers rövidítése, magyarul AT91CAP testreszabható Atmel mikrovezérlők) ARM típusú 32 bites RISC mikroprocesszoros Atmel mikrovezérlők családját jelöli. Az eszközök célja nagy (ipari) mennyiségben gyártható alkalmazásspecifikus integrált áramkörök olcsó előállítása. Ezek az eszközök egy fémben programozható (metal-programmable) logikai kapublokkot tartalmaznak (MP Block), amelyben az alkalmazás fejlesztője tetszőleges áramkört alakíthat ki, saját igényei szerint. (Az MP blokk a Metal Programmable Cell Fabric, MPCF technológiával kialakított programozható logikai kaputömb, amely az FPGA-khoz hasonló, csak több fémréteget és kevesebb tranzisztort tartalmaz, mint az SRAM alapú újraprogramozható FPGA, így mérete kisebb és olcsóbb.) Az MP blokk tartalmazhat egy vagy több kiegészítő processzor magot, további perifériákat vagy interfészeket vagy alkalmazásspecifikus logikát, például GPS korrelátort.
A CAP termékekben általában szerepelnek beágyazott SRAM és ROM memóriák és egy külső sín a kiegészítő memóriákhoz, a flashmemóriát is beleértve, számos periféria és szabványos kommunikációs és hálózati interfészek. Ezáltal egylapkás rendszer eszközöknek tekinthetők.
A külső interfészek között megtalálható USB, CAN sín, Ethernet, SPI sín, USART és analóg-digitális átalakító. Egy DMA vezérlő biztosítja a közvetlen kommunikációt a külső interfészek és a memóriák között, és megnöveli az adatátviteli sebességet, minimális processzor-beavatkozás mellett.
A perifériák között találhatók számlálók/időzítők, power-on reset generátorok (bekapcsoláskor reset szignált kiadó periféria), feszültségszabályozók és fejlett megszakításvezérlő. Ez javítja a processzor valós idejű teljesítményét. A energiagazdálkodás vezérlője a nem használt perifériák és interfészek lekapcsolásával a minimumon tartja az energiafogyasztást, és lehetővé teszi a processzor várakozó üzemmódba helyezését is.
Az AT91CAP termékek ARM7 és ARM9 processzoros verziókban készülnek.
A CAP tervezési folyamat kihangsúlyozza a párhuzamos hardver- és szoftverfejlesztést. Egy FPGA-alapú emulációs kártya teszi lehetővé a fejlesztés alatt álló alkalmazás alapos/átfogó tesztelését, a végső eszköz működési sebességét megközelítő teljesítményen, a teljes funkcionalitás ellenőrzése céljából.

## Fordítás
Ez a szócikk részben vagy egészben  az   AT91CAP című angol Wikipédia-szócikk ezen változatának fordításán alapul.  Az eredeti cikk szerkesztőit annak laptörténete sorolja fel. Ez a jelzés csupán a megfogalmazás eredetét és a szerzői jogokat jelzi, nem szolgál a cikkben szereplő információk forrásmegjelöléseként.